# John Heysham Gibbon

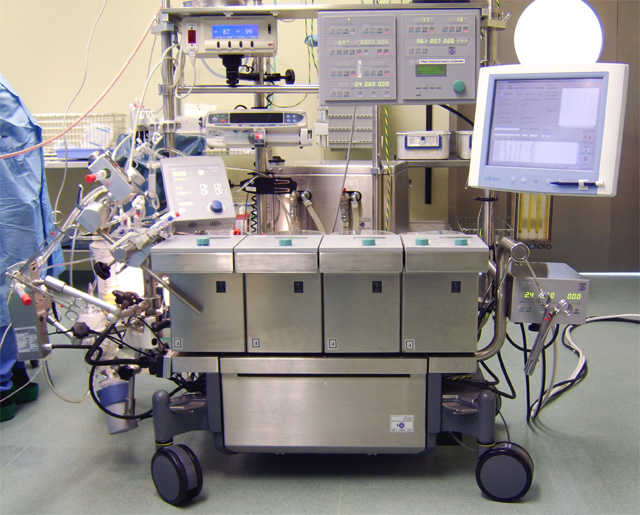
Herz-Lungen-Maschine

John Heysham Gibbon  jr. (* 29. September 1903  in Philadelphia, Pennsylvania; † 5. Februar 1973) war ein US-amerikanischer Chirurg und Erfinder der Herz-Lungen-Maschine.

## Leben
Seine Eltern waren der Chirurg John Heysham Gibbon (sen.) und dessen Ehefrau Marjorie Young Gibbon. Er erreichte an der Princeton University den Bachelor of Arts im Jahr 1923. Nachdem er 1927 am Jefferson Medical College of Philadelphia als Doktor der Medizin abgeschlossen hatte, arbeitete er 2 Jahre im Pennsylvania Hospital, wo er sich für die medizinische Forschung zu interessieren begann. Ab Februar 1930 war er im Bostoner Massachusetts General Hospital tätig. Hier lernte er seine künftige Ehefrau Mary (Maly) Hopkinson (1906–1986) kennen. Ab 1946 war er Professor für Chirurgie (später Samuel D. Gross Professor) und bis 1967 Leiter der Chirurgie am Jefferson Medical College.
Bei der Überwachung einer Patientin mit Lungenembolie im Oktober 1930 kam ihm die Idee des kardiopulmonalen Bypasses, wie er bereits 1812 von Le Gallois überlegt und 1885 von Max von Gruber Gruber und Maximilian von Frey in einem Vorläufermodell umgesetzt worden war. 1935 baute Gibbon den Prototyp einer Herz-Lungen-Maschine, mit der eine Katze rund eine halbe Stunde überlebte; diese Zeitspanne verlängerte sich allmählich auf über eine Woche, und 1937 veröffentlichte Gibbon seine experimentellen Erfahrungen dazu. Als er nach dem Zweiten Weltkrieg, wo er in Südostasien diente, seine Forschung fortsetzte, stellte ein Medizinstudent 1946 den Kontakt zum Vorsitzenden von IBM und dem Ingenieur Thomas J. Watson her, die ihm in den folgenden sieben Jahren sowohl technisch (Watson selbst und fünf IBM-Ingenieure) als auch finanziell halfen, eine leistungsfähige Herz-Lungen-Maschine zu konstruieren. Nachdem er sie zuvor schon bei der Operation eines 11 Monate alten Kleinkinds einsetzte, welches jedoch noch während der Operation starb, konnte er am 6. Mai 1953 bei der Operation des Vorhofseptumdefektes eines 18-jährigen Mädchens die Funktionsfähigkeit seiner Maschine unter Beweis stellen. Diesen einzigen Erfolg konnte er aber nicht wiederholen und wollte ihn als Einzelfall zunächst auch nicht publizieren. Die Herz-Lungen-Maschine wurde dann von Viking Olof Bjork (Schweden) und anderen, sowie ihre Verwendung insbesondere von John Webster Kirklin an der Mayo Clinic Mitte der 1950er Jahre weiterentwickelt, so dass sie heute routinemäßig im Operationssaal vor allem bei offenen Herzoperationen eingesetzt wird.
John H. Gibbon war mehrfacher Ehrendoktor (Princeton University, Buffalo, University of Pennsylvania, Dickinson College). Er erhielt 1968 den Albert Lasker Award for Clinical Medical Research, 1960 den Gairdner Foundation International Award, Distinguished Service Awards sowohl der International Society of Surgery als auch der Pennsylvania Medical Society und den American Heart Association’s Research Achievement Award. Er war Ehren-Fellow des Royal College of Surgeons und seit 1967 Mitglied der American Academy of Arts and Sciences, seit 1972 der National Academy of Sciences.
Gibbon starb 1973, im Alter von 69 Jahren, beim Tennisspielen an einem Herzinfarkt.